# Carus
Marcus Aurelius Carus (n. 222 d.Hr., Narbonne, Languedoc-Roussillon, Franța – d. 283 d.Hr., Mesopotamia, Irak) a fost împărat roman în perioada 282 - 283. General abil, a fost proclamat împărat de către soldați în timp ce se afla în Raetia, îndată după moartea lui Probus.
Pornește campanii împotriva triburilor germanice și sarmanților de pe malurile Dunării. De asemenea, a întreprins cu succes o expediție în Mesopotamia împotriva sasanizilor din Persia, cărora le-a cucerit capitala, Ctesiphon. Moare în timpul campaniei din Imperiul Sasanid în timpul unei furtuni.

## Viața
Carus, cunoscut inițial ca Marcus Numerius Carus, s-a născut probabil în 224 la Narbo (astăzi Narbonne)  în Galia, dar a fost educat la Roma. A obținut funcția de senator și  diferite posturi civile și militare înainte de a fi numit prefect al Gărzii pretoriene de împăratul Probus în 282.
După asasinarea lui Probus, la Sirmium, Carus a fost proclamat împărat de către soldați. Deși Carus a răzbunat sever moartea lui Probus, a fost suspectat de complicitate la asasinat. El nu pare să fi revenit la Roma după aderarea sa, mulțumindu-se cu un anunț la Senat.

### Domnia
Oferindu-le titlul de Caesar fiilor săi, Carinus și Numerian, l-a numit pe Carinus responsabil peste vestul imperiului și alături de Numerian a organizat o expediție împotriva perșilor. După ce i-a învins pe quazi și sarmați pe Dunăre, primind titlul de Germanicus Maximus, Carus a anexat Mesopotamia, a capturat Ctesiphon, precum și soldații săi au mărșăluit dincolo de Tigru.
Regele sasanid Bahram al II-lea, limitat de opoziția internă și având trupele ocupate cu o campanie pe teritoriul Afganistanului, nu și-a putut apăra în mod eficient teritoriul său de romani. Victoriile obținute de Carus, pentru care a dobândit titlul de Persicus Maximus, a răzbunat toate înfrângerile precedente suferite din partea romanilor împotriva sasanizilor.
Speranțele lui Carus de a realiza cuceriri suplimentare au fost întrerupte de moartea sa, care a fost anunțată după o furtună violentă. Cauza morții sale nu se cunoaște exact, putea surveni din cauza unei boli, lovit de un fulger sau o rană primită în campania împotriva perșilor. Faptul că el a condus o campanie victorioasă, iar fiul său Numerian a reușit să-i succeadă fără opoziție, sugerează că moartea lui ar fi fost din cauze naturale.